# Lycosa contestata
Lycosa contestata este o specie de păianjeni din genul Lycosa, familia Lycosidae, descrisă de Montgomery, 1903. Conform Catalogue of Life specia Lycosa contestata nu are subspecii cunoscute.